# Thecaphora solani
Thecaphora solani (Thirum. & M.J. O'Brien) Mordue, 1988 è un fungo basidiomiceto appartenente alla famiglia Glomosporiaceae.
È conosciuto essenzialmente per essere un patogeno dei vegetali. Particolarmente diffuso nella regione andina, T. solani affligge soprattutto le piantagioni di patate, causando perdite in alcune stagioni addirittura dell'80% dei raccolti di patate di alcune aree del Sud America.